# Li (måleenhed)
 For alternative betydninger, se Li. (Se også artikler, som begynder med Li)
Li (里(Lǐ)) er en kinesisk måleenhed for længde. En li er lig 500 meter. I gamle tider var en li 360 skridt, eller ca. 576 meter (古代以三百六十步為一里).
| Enheder | Spire Denne artikel om standarder og måleenheder er en spire som bør udbygges. Du er velkommen til at hjælpe Wikipedia ved at udvide den. |